# Jeff Weiner
Jeffrey "Jeff" Weiner (Nueva York, 21 de febrero de 1970) es un empresario estadounidense, y a fecha de marzo de 2018 trabajaba como director ejecutivo (CEO) de Linkedin. Comenzó su trayectoria en dicha empresa el 15 de diciembre de 2008, en calidad de presidente interno. Posteriormente, jugó un papel fundamental en la adquisición de Linkedin por Microsoft en junio de 2016, operación cuyo coste superó los 26 mil millones de dólares.

## Biografía
Weiner se graduó en Economía por la Wharton School de la Universidad de Pensilvania en 1992.